# Залози змішаної секреції
Залози змішаної секреції — залози, які виконують зовнішню та внутрішню секреторну функції. Такі залози мають в своїй структурі клітини, які продукують біологічно-активні речовини, а також клітини, які виділяють секрет.
У людей це підшлункова та статеві залози.
Підшлункова залоза бере участь у процесі травлення, тобто працює як залоза зовнішньої секреції, а також вона виробляє інсулін та глюкагон — гормони, які регулюють вміст цукру у крові, тобто виконує внутрішню функцію.
Статеві залози — у жінок яєчники, у чоловіків — сім'яники або яєчка. Виконують як зовнішньосекреторну функцію, продукуючи статеві клітини, так і внутрішньосекреторну виділяючи у кров статеві гормони.